# Cubulco Achí jezik
Cubulco Achí jezik (ISO 639-3: acc, povučen), jezik ili dijalekt Achí Indijanaca, potomci starih Rabinala, koji se govori u gvatemalskom departmanu Baja Verapaz, zapadno od Rabinala.
Klasificirao se podskupini Quiche-Achi, široj skupini quiche. 48 252 govornika (2000 WCD). Jezik je 16. siječnja 2009. uklopljen u rabinal achí [acr], a njegov kodni naziv [acc] povučen je iz upotrebe.

## Vanjske poveznice
- Ethnologue (14th)
- Ethnologue (15th)